# Jean-Jacques Thierry
Jean-Jacques Thierry (1922- ) was een Frans schrijver.

## Levensloop
Vanaf de jaren 1950 was Thierry verbonden aan de uitgeverij Gallimard, meer bepaald aan de publicaties in de Bibliothèque de la Pleiade.
Samen met Yvonne Davet was hij de uitgever van het werk van André Gide, dat in 1958 in de Pleiade verscheen.
In 1960 werkte hij mee aan de Dictionnaire des auteurs de la Pléiade.
In 1963-1964 gaf hij in dezelfde collectie het volledige theaterwerk uit van Victor Hugo.
Telkens gebeurden deze uitgaven met uitgebreide nota's en verklarende teksten van zijn hand.

## André Gide
Naast de publicatie van het werk van André Gide, schreef Thierry verschillende biografieën over hem. De eerste verscheen in 1962 bij Gallimard. Een vernieuwde uitgave verscheen bij Hachette in 1986.
In 1952 stichtte hij een literair tijdschrift, Prétexte, gewijd aan Gide en aan het thema homoseksualiteit. Van 1952 tot 1958 verschenen slechts enkele nummers. In 1956 begon hij nog aan een ander tijdschrift onder de naam Gioventù, waarvan slechts twee nummers verschenen.
In 1961 verscheen van hem een artikel in de Revue de Paris onder de titel: Les Femmes dans l'œuvre de Gide.

## Vaticaan
In 1959 schreef Thierry een tekst over de strijd die werd gevoerd in het begin van de jaren 1950 tussen het Vaticaan en de Orde van Malta. Hij koos hierin duidelijk partij voor de Orde. De tekst werd nooit in boekvorm gepubliceerd, maar verscheen onder meer in Nederlandse vertaling in het Belgische parochieblad.
Vanaf 1960 schreef hij boeken gewijd aan het Vaticaan, aan het Tweede Vaticaans Concilie, aan Opus Dei, aan de dood van Johannes Paulus I en aan de Vaticaanse Bank.

## Publicaties
- La tentation du Cardinal, Parijs, Gallimard, 1960 (prijs Paul Flat van de Académie Française).
- Le Vatican secret, Parijs, Calmann-Levy, 1962.
- André Gide, biografie, Parijs, Gallimard, 1962.
- Le Concile de notre temps, Parijs, Gallimard, 1963.
- Vaticano Secreto, Barcelona, 1963.
- La vie quotidienne au Vatican au temps de Léon XIII, à la fin du XIXe siècle, Parijs, Hachette, 1963.
- L'Opus Dei, mythe et réalité, Parijs, Hachette, 1973.
- El Opus Dei, Mito o Realidad?
- La "valise" de Saint Pierre, in: Revue des deux mondes, 1981.
- Lettres de Rome sur le singulier trépas de Jean-Paul Ier, Parijs, Pierre Belfond, 1981.
- La vraie mort de Jean-Paul Ier, Parijs, J. C. Godefroy, 1984.
- André Gide, biografie, Parijs, Hachette, 1986.
- Anastasia, la Grande-Duchesse retrouvée, Parijs, Pierre Belfond, 1990.
- Résidence Copacabana, roman (onuitgegeven).

## Uitgaven
- André Gide, Romans, récits et soties, oeuvres lyriques, Parijs, Gallimard, Collection de la Pleiade, 1958.
- Album Dictionnaire des auteurs de la Pleiade, Parijs, Gallimard, 1960.
- Victor Hugo, Théâtre complet, Parijs, Gallimard, Collection de la Pleiade, 1963-1964.
- Collectif (dir. Jean-Jacques Thierry), Montherlant vu par des jeunes de 17 à 27 ans, Parijs, La Table Ronde, 1959.
- Frederick Rolf, Don Tarquinio, Parijs, Gallimard, 1991, met voorwoord door J. J. Thierry.

In 1970 schreef hij het scenario voor de telefilm Isabelle, met Robert Etcheverry en Béatrice Arnac in de hoofdrollen.